# جبل (زيتون)
جبل هي إحدى مشيخات المملكة المغربية، تتبع جغرافيا لإقليم تطوان وإداريًا لزيتون. يقدر عدد سكانها بـ 1554 نسمة حسب الإحصاء الرسمي للسكان والسكنى لسنة 2004.